# Drone Dome
Drone Dome – izraelski system obrony powietrznej przeciw bezzałogowym statkom powietrznym (dronom) produkcji Rafael Advanced Defense Systems. Jest w stanie wykrywać, identyfikować, śledzić i neutralizować zagrożenie. W 2016 roku ujawniono istnienie Drome Dome, a w 2018 roku został przyjęty na służbę w Armii Obrony Izraela i British Army.

## Historia
Informacje o nowym systemie obrony powietrznej przeciw dronom zostały ujawnione w 2016 roku . W 2017 roku firma Rafael zaprezentowała Drone Dome na targach lotniczych w Paryżu. Poinformowano wówczas, że system może zostać zintegrowany z wiązką lasera, która ułatwi uszkodzenie korpusu bezzałogowego aparatu oraz jego systemów .
Strona brytyjskiej gazety „Daily Mail” podała, że siły specjalne Wielkiej Brytanii i Stanów Zjednoczonych używały systemu podczas walk z tzw. Państwem Islamskim podczas walk w Mosulu w 2017 roku .
W 2018 roku poinformowano, że Wielka Brytania zamówiła na potrzeby brytyjskiej armii sześć zestawów Drone Dome. Do końca tego samego roku miano dostarczyć pierwsze zamówione systemu. Umowa miała opiewać na sumę 20 mln dolarów. Do zamówienia doszło osiem miesięcy po tym, jak Rafael zaprezentował Drone Dome w Wielkiej Brytanii . Jak poinformowało brytyjskie Ministerstwo Obrony, zakup nie obejmował efektorów laserowych. W tym samym roku, w grudniu, brytyjska armia użyła systemów Drone Dome podczas incydentu na lotnisku Londyn-Gatwick, kiedy niezidentyfikowane bezzałogowe statki latające zablokowały pracę lotniska na 36 godzin . Gazeta „The Jerusalem Post” podała również, że izraelski system był wykorzystywany do ochrony Letnich Igrzysk Olimpijskich Młodzieży 2018 w Buenos Aires .
W dniach 11–13 września 2021 roku system Drone Dome został użyty przez British Army do ochrony szczytu G7 w Kornwalii .
12 lutego 2020 roku Rafael poinformował o tym, iż system osiągnął pełną sprawność operacyjną .
W lipcu 2022 roku podano, że Grecja używa izraelskiego systemu do ochrony swoich wysp w archipelagu Wysp Egejskich przed naruszaniem greckiej przestrzeni powietrznej przez tureckie apaaty, głównie przez Bayraktarami TB2 .
W listopadzie 2022 roku amerykański Departament Bezpieczeństwa zarekomendowało Drone Dome jako system obrony powietrznej przeciw dronom. Natomiast w marcu 2023 roku Rafael Systems Global Sustainment otrzymał zgodę Federal Aviation Administration na przeprowadzenie testów systemu w Stanach Zjednoczonych na Atlantic City International Airport.

## Charakterystyka
System Drone Dome został zaprojektowany tak, aby przy pomocy sztucznej inteligencji wykrywać, identyfikować, śledzić i neutralizować zagrożenie pod postacią bezzałogowych statków latających. Podzespoły użyte do jego budowy pozwalają na jego użycie w każdych warunkach pogodowych z pokryciem strzeżonego obszaru w 360°. Zestaw może być obsługiwany przez jedną osobę na platformie mobilnej lub stacjonarnej.

### Tryby działania systemu
Drone Dome może eliminować cele w dwóch trybach: soft-kill oraz hard-kill. W pierwszym z nich system za pomocą częstotliwości radiowej wykrywa bezzałogowy samolot na podstawie jego sygnatury częstotliwości radiowej. Następnie za pomocą zagłuszania reaktywnego blokuje zakres fal VHF, UHF oraz systemu GNSS w celu destabilizacji pracy aparatu. Natomiast system elektronicznego zagłuszania C-Guard RD blokuje sygnały i komendy docierające do przechwytywanego celu od operatora, a także obraz transmitowany i wysyłany do operatora. Tryb hard-kill eliminuje poruszające się drony przy pomocy wiązki lasera.

### System dowodzenia C4I
Drone Dome operuje w ramach systemu dowodzenia C4I (ang. command, control, communications, computers, and intelligence), który pobiera z użytych sensorów i radarów dane w celu stworzenia jednolitego, rzeczywistego obrazu pola walki. System ten posiada otwartą architekturę i graficzny interfejs użytkownika (ang. GUI). W systemie dowodzenia Drone Dome zastosowano algorytmy priorytetyzujące zagrożenie i cele, które należy zneutralizować.

### Radary i sensory
System Drone Dome wyposażony jest w cztery hemisferyczne, wielozadaniowe (ang. MHR) radary RPS-42 MHR działające w paśmie S produkcji RADA Electronic Industries. Pozwalają one na działanie systemu w azymucie 360° i 90° kąta podniesienia. Radary posiadają łączność Ethernet. Sensory wykrywania częstotliwości radiowej działają w zakresie od 70 MHz do 6 GHz. Zakres współczynnika szumów systemu wynosi od 10 dB do 60 dB.
System został wyposażony w sensory elektrooptyczne i podczerwień. Drone Dome wyposażony jest dodatkowo w możliwość transmisji obrazu.
System może wykryć cel o powierzchni 0,002 m² z odległości 3,5 km. W styczniu 2023 roku Rafael poinformował o ulepszeniu możliwości Drone Dome. Zwiększono skuteczny zasięg lasera unieszkodliwiającego drony do 50 km. Z kolei system może wykryć zagrożenia z ponad 50 km .

## Użytkownicy

### Bahrajn
W 2022 roku Bahrajn miał nabyć Drone Dome w celu ochrony portu lotniczego w Bahrajnie .

### Grecja
W 2022 roku poinformowano o tym, że Grecja używa do ochrony i monitorowania przestrzeni powietrznej swoich wysp przed tureckimi aparatami (m.in. Bayraktarami TB2) systemu Drone Dome.

### Izrael
System został przyjęty do służby w izraelskiej armii w 2018 roku .

### Wielka Brytania
W 2018 roku poinformowano o nabyciu przez Wlk. Brytanie sześciu zestawów Drone Dome.

### Zjednoczone Emiraty Arabskie
Izraelski portal Mako podał, że w 2022 roku Zjednoczone Emiraty Arabskie zakupiły od Izraela system Drone Dome .